# 天之尾羽張

神産み神話（イザナギ・イザナミが生んだ神々） SVGで表示（対応ブラウザのみ）

天之尾羽張（アメノオハバリ／アマノオハバリ、歴史的仮名遣：アメノヲハバリ／アマノヲハバリ）は、日本神話に登場する刀であり、また神の名前である。

## 概要
イザナギが所有する神剣（十束剣）で、妻イザナミが黄泉へ行く原因となったカグツチを斬り殺す時に用いられた。『古事記』における神名は、天之尾羽張神（あめのおはばりのかみ）という。別名 伊都之尾羽張（いつのおはばり）。『日本書紀』の稜威雄走神（いつのおはしり／いつのおばしりのかみ）と同一神とされる。葦原中国平定（国譲り）神話で活躍する建御雷神（鹿島神宮主祀神）は、天之尾羽張神（伊都之尾羽張）の子供（古事記）もしくは子孫（日本書紀）と記述され、同一神とみなされる事もある。

## 記述

### 神産み
『古事記』の神産みの段において伊邪那岐命（イザナギ）は、妻神たる伊邪那美（イザナミ）の死因となった迦具土神（カグツチ）を、身に帯びた十拳剣をもって首を斬り、殺す。『古事記』では、この十拳剣の名前を「天尾羽張」、別名を「伊都之尾羽張」と記す。『日本書紀』では「十握剣」のみと記して、固有名詞を与えていない。
一方、十拳剣からこぼれ落ちたカグツチの血からは火・雷・刀に関わる八神が生まれるが、その中に建御雷之男神（建布都神/豊布都神）もあった。

### 葦原中国平定
『古事記』にける葦原中国平定の段では、天穂日命（あめのほひ）・天稚彦（あめわかひこ）に次ぐ三番目に葦原中国に派遣する神を選定する際に登場する。思兼神（おもいかね）は、伊都之尾羽張神もしくは、その神の子の建御雷之男神を推薦している。天尾羽張神は天安河の水を逆にせき上げて道を塞いでおり、他の神はそこへ行くことができないので、天迦久神が使者として遣わされた。伊都之尾羽張神は「恐し。仕え奉らむ。然（しかれ）どもこの道には、僕（わ）が子、建御雷神を遣はすべし」（もったいないことです。お仕えいたしましょう。ですが、この御使いには私よりも、私の子供 建御雷之男神 を遣わすのがよろしいでしょう）と答えたため、建御雷之男神は天鳥船神と共に葦原中国へ派遣されることになった。
『日本書紀』の葦原中国平定の段の本文で武甕槌神が登場する際、天石窟に住む神である稜威雄走神（いつのおはしりのかみ）の四世の孫であると記されている（1.稜威雄走神― 2.甕速日神― 3.熯速日命― 4.武甕槌神）。稜威雄走神は天之尾羽張神の別名と見られる。この後、武甕槌神は経津主神と共に出雲へ派遣された（経津主神は書記のみ登場）。一説には、天之尾羽張神・伊都之尾羽張神・経津主神・建御雷之男神は同一神であるという。

## 考証
日本神話は、天之尾羽張（伊都之尾羽張神、稜威雄走）・タケミカヅチ（建御雷神）の二柱とも、剣の神霊であることを表している。なお「尾羽張」は「尾刃張」で、鋒の両方の刃が張り出した（切先が幅広くなった）剣の意味である。「雄刃張」で、刃全体が鋭利であることを意味するとも。「天」は高天原に関係のあるものであることを示す。「伊都」「稜威」（いつ/いづ）は、神の威力盛んな様子を意味する。『古事記』で「伊都之尾羽張神」が天之安河の水を堰き止めていた事から、山が張り出した尾根を意味するとも。「雄走」（をはしり）は「鞘走る」（さおはしる）の意で、鋭利な刃・刃のひらめきが鋭く走る様子を示す。なお「羽々」（はば）で大蛇を意味する。
現在、タケミカヅチは鹿島神宮他、全国の鹿島神社で祀られている。

## 祀る神社
- 鹿島天足和気神社（宮城県亘理郡亘理町逢隈鹿島） - 左殿
- 耀窟神社（千葉県成田市西大須賀） - 主祭神
- 磯部神社（三重県志摩市磯部町恵利原） - 主祭神
- 斐伊神社（島根県雲南市木次町里方） - 主祭神
- 佐肆布都神社（長崎県壱岐市芦辺町箱崎大左右） - 主祭神